# Dicranomyia cinctitibia
Dicranomyia cinctitibia là một loài ruồi trong họ Limoniidae. Chúng phân bố ở miền Australasia.